# Gimantis insularis
Gimantis insularis är en bönsyrseart som beskrevs av Max Beier 1937. Gimantis insularis ingår i släktet Gimantis och familjen Mantidae. Inga underarter finns listade i Catalogue of Life.